# Marina Orlova
Pour les articles homonymes, voir Marina Orlova (homonymie) et Orlova.
Marina Viktorovna Orlova (en russe : Марина Викторовна Орлова), née le 25 mars 1986 à Piatigorsk, est une actrice russe de théâtre et de cinéma, scénariste, productrice, chanteuse et compositeur, poétesse, présentatrice de télévision et de radio, personnalité de l'action sociale et ambassadrice de bonne volonté.
Marina Orlova est membre du syndicat des acteurs d'Hollywood SAG-AFTRA (Screen Actors Guild‐American Federation of Television and Radio Artists)
 et membre de la société SIAE (Società Italiana degli Autori ed Editori) des compositeurs et scénaristes en Italie. Marina Orlova est une personnalité médiatique,.
Durant sa carrière Marina apparait dans 40 films, écrit environ 80 chansons, dont quelques-unes figurent dans la bande originale de ses films. Marina est productrice de deux films et scénariste,.
Elle se fait connaitre à Hollywood, mais poursuit une carrière cinématographique et théâtrale en Russie. Elle y participe aux concerts interprétant ses propres chansons. L'une de ses plus grandes prestations est l'interprétation de la chanson de Caruso avec le chanteur italien Renzo Arbore accompagnée de l'Orchestre de Naples au Grand Palais du Kremlin en 2015,. Elle fait une tournée à travers la Russie avec l'écrivain-ironiste russe Mikhaïl Zadornov,.
Marina Orlova est aussi connue comme présentatrice de télévision et de radio russe, en présentant notamment Je veux apprendre avec Mikhail Schirwind diffusé sur le Pierviy Kanal, une émission sur les sports extrêmes et son œuvre originale Mode de vie à la radio Mégapolis FM. Marina est la voix russe du Palais du Quirinal à Rome. Marina Orlova est égérie de l'Association socioculturelle française Club de Chance. Elle est aussi ambassadrice de bonne volonté de l'Association caritative italienne Maria Diomira sous le patronage du Vatican, engagée pour l'aide aux enfants de Kenya et pour la construction d'une école des Arts.
Considérée comme une icône de style par la presse, elle est une source d'inspiration pour les couturiers russes. On la retrouve dans le top 10 des jeunes actrices populaires de la Russie. Marina se fait connaître hors des frontières de la Russie en travaillant dans les pays d'Europe, d'Asie et aux États-Unis,.

## Biographie

### Jeunesse
Marina Orlova naît dans la station balnéaire de Piatigorsk, le 25 mars 1986. Sa mère Ludmila est professeur de français et d'allemand et son père Victor est un musicien accordéoniste. Marina a commencé à chanter avant de parler. Elle avait une voix basse inhabituelle pour les enfants. A l'âge de trois ans, Marina écrit sa première chanson - Kolybelnaïa [Berceuse] pour elle-même. Vingt ans plus tard cette chanson sera interprétée dans la série télévisée russe Les proches (Rodnyé ludi).

### Études
Marina est scolarisée dans une école élémentaire classique. Pendant les pauses entre ses cours, elle joue du piano et chante ses chansons. Un jour, le directeur de l'école musicale en visite dans sa primaire l'entend. Il est surpris de constater un tel timbre de voix chez une petite fille et arrange sa participation à la compétition de chant entre écoles appelée Étoile montante, où Marina remporte la première place. Après cela elle est invitée à participer aux concours de la ville et à des concerts. L'un des clubs les plus élitistes de Piatigorsk "The Golden Palace" invite Marina alors âgée de neuf ans à s'y produire. Chaque jour après l'école son père la conduit pour jouer dans des concerts en soirée. A l'âge de onze ans Marina est diplômée de l'école de musique classique dans un programme accéléré et s'inscrit à l'école de jazz vocal. Sa première expérience dans le spectacle d'improvisation a lieu au sein d'une équipe de KVN, un jeu télévisé humoristique très populaire. En 2001, on lui attribue le prix « Miss KVN » pour sa prestation.
Marina Orlova obtient son diplôme d'études secondaires deux ans plus tard. Malgré le souhait de ses parents elle refuse de s'inscrire à l'université et part à Moscou pour entamer une formation d'actrice.
En 2002, Marina est acceptée à l'École-studio du Théâtre d'Art académique de Moscou. En 2003, son dossier universitaire est transféré à l'Institut d'art dramatique Boris Chtchoukine, dans la classe du professeur Vladimir Poglazov. Parmi ses professeurs sont également Vladimir Etouch, Vassili Lanovoï et Alla Kazanskaïa. Son spectacle de fin d'études est l'adaptation de L’Échelon de Mikhaïl Rochtchine. En 2006, elle reçoit son diplôme d'actrice de théâtre et cinéma avec mention très bien.

### Carrière professionnelle
Marina Orliva fait ses débuts sur scène au Théâtre de comédie musicale de Piatigorsk en 1995.
Elle est remarquée par la réalisatrice Tatiana Voronetskaïa (ru) alors qu'elle effectue ses études à l'Institut d'art dramatique Boris Chtchoukine de Moscou. Voronetskaïa lui propose le rôle principal dans le drame historique Modèle (Natourchtchitsa) adapté du récit de Youri Naguibine Trois et une, et encore un, nommé pour la 18e édition du festival du film russe de Sotchi.
L'année suivante Marina tient le rôle principal et interprète une chanson dans la comédie mélodramatique Okhlamon de Dmitri Pantchenko où elle joue le personnage de Cendrillon moderne. Elle connaît un grand succès en 2009, après la projection de la série télévisée Les Proches (Rodnyé ludi) créée par Svetlana Sazanova et diffusée sur la chaîne Rossiya 1,. Le réalisateur Stanislav Govoroukhine remarque la jeune actrice et l'engage pour le rôle de Nina Markovna dans son film La Passagère (ru) (Passagirka) d'après le roman de Konstantin Stanioukovitch (ru). La Passagère obtient les premiers prix des festivals Grande tour d'or (Bolchaya zolotaya ladya) et Fenêtre sur l'Europe (Okno v Evropu), et d'autres prix. Marina joue encore sous la direction de Stanislav Govoroukhine, dans le drame policier Week-end adapté du roman Ascenseur pour l'échafaud de Noël Calef, où une fois de plus elle démontre son talent de chanteuse. La première projection du film a lieu lors du festival Kinotavr en 2013,.
En 2008, elle a un petit rôle dans le film musical et romantique Les Zazous, qui obtient le Nika du meilleur film. Dès 2009, Marina se fait connaître hors des frontières de la Russie en interprétant le rôle principal dans le Dernier secret du maître (猎人笔记之谜), une série russo-chinoise du réalisateur chinois Yu Syao Gagne. Spécialement pour ce film Marina compose une bande originale. Ce rôle lui vaut une renommée dans les pays d'Asie ,. Cette série a remporté plusieurs prix : prix international du Festival du film de Macao et Prix Nymphe d'or à Monte-Carlo.
Cependant c'est Hollywood qui l'attire davantage et la jeune actrice vit en Amérique pendant deux ans,. Au début elle n'obtient que de petits rôles. Marina entame sa carrière hollywoodienne en 2014 avec le rôle principal dans le film White crow,. Elle tourne dans Frank and Ava, le film sur Frank Sinatra où elle donne la réplique à Eric Roberts. Marina est invitée à devenir membre du syndicat SAG-AFTRA après avoir interprété le rôle de Marilyn Monroe,.
Le court-métrage italien en anglais Hello! I'm a Producer of Woody Allen (en) est son œuvre où elle s'illustre comme scénariste, productrice, compositeur et actrice,, il est présenté en compétition à la 38e édition du Festival international du film de Moscou. Le film mérite le grand prix du meilleur court-métrage italien Cheval d'or de Leonard de Vinci au Festival international du film de Milan,.
En outre, elle a joué le premier rôle dans deux saisons de la série Barvikha, sur la vie de la jeunesse dorée de Russie, diffusée sur le canal TNT russe. Elle incarne Lisa, la méchante de la série Toujours dis toujours, diffusée sur Rossiya 1 en première partie de soirée en 2011.
Sa prestation a été tellement appréciée pour la production que le producteur de Barvikha a dû réduire les salaires des autres acteurs afin de répondre à sa rémunération demandée.
En juin 2012, elle a reçu le prix de la russe préférée dans la section « actrice préférée ». Ce prix est réservé aux célébrités ayant acquis leur renommée en raison de l'excellence dans leur profession. Marina Orlova avait obtenu ce prix pour ses interprétations qui l'avait fait remarquer.
Son interprétation dans une pièce américaine Biloxi Blues, dans laquelle elle interprète deux rôles - Daisy et Ravenne - obtient de bonnes critiques.

## Filmographie

### Cinéma
- 2007 : Modèle (Natourchtchitsa) de Tatiana Voronetskaïa (ru) : Anna
- 2007 : Ohlamon de Dmitri Pantchenko : Sveta
- 2008 : La Passagère (ru) de Stanislav Govoroukhine : Nina Markovna
- 2008 : Les Zazous de 	Valeriy Todorovski :- membre de Komsomol
- 2013 : Not So Young de Roger Lim : Anny
- 2013 : Week-end de Stanislav Govoroukhine : Mary
- 2014 : White Crows de White Cross : Natacha
- 2014 : The Treehouse d'Adam Krayvo : Marilyn
- 2016 : Headgame
- 2016 : Hello! I'm a Producer of Woody Allen (en) : Christina
- 2018 : Headgame de Steven Paul Judd : Mariel
- 2020 : Baby Doll de White Cross : Natacha

### Télévision
- 2004 : Samara-gorodok de Pavel Snisarenko : étudiante
- 2007 : Les Gromov d'Aleksandr Baranov : Larissa, l’interprète
- 2007 : Tous les garçons s'appellent Kostia (épisode de la série Svakha) : Nastia
- 2008 : Visiaki, série policière : Olya
- 2008 : Paradis maudit : Roza
- 2008 : Les Proches (Rodnyé ludi) (Ukraine) : Olga Kuznetsova
- 2008 : Urgent Room 2 : Tatiana
- 2009 : Barvikha : Tatiana Lipkina
- 2009 : Kremliovskie koursanty (Кремлёвские курсанты) : Nika
- 2009 : Jenchtchina-zima (Женщина-зима) : Olia
- 2010 : Dernier secret du maître (Последний секрет Мастера / 猎人笔记之谜) de Yu Syao Gagne : Elena
- 2010 : Margosha : Svetlana, la secrétaire
- 2010 : Interny - Épisode 6
- 2010 : Les Dorés, suite de la série Barvikha : Tatiana Lipkina
- 2011 : Toujours dis toujours : Lisa
- 2011 : Undercovers : Barbie